# 1076年
| 千纪： | 2千纪 |
| 世纪： | 10世纪 \| 11世纪 \| 12世纪                                                                                     |
| 年代： | 1040年代 \| 1050年代 \| 1060年代 \| 1070年代 \| 1080年代 \| 1090年代 \| 1100年代                               |
| 年份： | 1071年 \| 1072年 \| 1073年 \| 1074年 \| 1075年 \| 1076年 \| 1077年 \| 1078年 \| 1079年 \| 1080年 \| 1081年     |
| 纪年： | 丙辰年（龙年）；辽大康二年；北宋熙宁九年；西夏大安三年；大理上德元年；越南太寧五年，英武昭勝元年；日本承保三年 |

## 大事记
- 北宋
  - 3月1日——交趾軍攻陷邕州（今南寧市），知州苏缄自焚死，交趾軍隨後屠殺郡民五萬餘人。[1]
  - 郭逵與趙卨率宋軍追擊後撤的交趾軍隊，收復邕州、欽洲與廉州，10月進入李朝境內，在決裡隘擊敗交趾，乘勝拔機榔縣及閘州（皆在今諒山省同登市西北）。
  - 11月22日——王安石第二次罢相。為鎮南軍節度使、同中書門下平章事、判江寧府事。
  - 12月21日——抵富良江（今紅河）與交趾軍決戰。
- 歐洲
  - 1月24日——教宗格列高利七世被亨利四世廢黜。
  - 2月22日——教宗格列高利七世對亨利四世處以絕罰。
- 非洲
  - 穆拉比特王朝征服迦納帝國。

## 逝世
- 王雱，王安石之子。